# 木下利愛
木下 利愛（きのした としちか）は、江戸時代後期の大名。備中国足守藩11代藩主。官位は従五位下・宮内少輔、備中守。足守藩木下家12代。

## 略歴
9代藩主・木下利徽の次男として誕生。幼名は三之丞。
文政4年（1821年）11月8日、先代藩主の木下利徳が死去したため、養子として跡を継いだ。同年11月11日、11代将軍徳川家斉に拝謁した。文政6年12月16日（1824年）、従五位下・宮内少輔に叙任した。天保2年（1831年）11月26日、陸奥国伊達郡、信夫郡内の領地11400石余を備中国賀陽郡内に移される。
弘化4年（1847年）11月23日、次男の利恭に家督を譲って隠居し、安政6年（1859年）5月17日に56歳で死去した。法号は大信院殿仁峯景徳大居士。墓所は東京都港区高輪の泉岳寺。

## 系譜
子女は5男6女
- 父：木下利徽（1787-1851）
- 母：不詳
- 養父：木下利徳（1789-1821）
- 正室：孝 - 山内豊策の娘
  - 次男：木下利恭（1832-1890）
- 生母不明の子女
  - 三男：木下利他
  - 四男：近藤用吉
  - 五男：木下利永
  - 女子：本多富恭正室
  - 女子：順子 - 吉川経幹正室
  - 六女：はる - 三浦為質正室